# 福栄真平
福栄 真平（ふくえ しんぺい、1890年1月14日 - 1946年4月27日）は、日本の陸軍軍人。最終階級は陸軍中将正四位勲一等功四級。

## 略歴
商業・福栄行賢の息子として生まれる。開成中学卒を経て、1911年（明治44年）5月、陸軍士官学校（23期）を卒業。同年12月、歩兵少尉に任官し歩兵第3連隊付となる。1923年（大正12年）11月、陸軍大学校（35期）を卒業した。
1925年（大正14年）5月、参謀本部付勤務となり、参謀本部員に移り、1927年（昭和2年）7月、歩兵少佐に昇進。1928年（昭和3年）3月、歩兵第2連隊大隊長に就任。近衛師団参謀を経て、1931年（昭和6年）8月、歩兵中佐に進級し歩兵第3連隊付。
1932年（昭和7年）8月、近衛歩兵第1連隊付（武蔵高校配属将校）となり、参謀本部員兼軍令部員、関東軍交通監督部員を歴任し、1936年（昭和11年）8月、歩兵大佐に昇進。1937年（昭和12年）10月、歩兵第63連隊長に着任し日中戦争に出征。1939年（昭和14年）3月、陸軍少将に進級し留守第16師団司令部付となる。1940年（昭和15年）2月、歩兵第15旅団長に就任し太平洋戦争を迎えた。
1942年（昭和17年）7月、馬来俘虜収容所所長となり、同年12月、陸軍中将に進み第66独立歩兵団長に就任。
1943年（昭和18年）6月、東京湾要塞司令官に異動。1944年（昭和19年）6月、第102師団長となり、同年10月に師団とともにレイテ島に渡ってレイテ決戦に参加する。第102師団はビサヤ諸島警備旅団を再編した部隊で、訓練や装備にも乏しく、福栄は本来の任務ではないレイテ戦には積極的ではなかった。日本軍の敗勢が決定的となった12月下旬、師団に同行していた上級組織の第35軍の後方参謀に師団参謀長からの私信でセブ島に帰還する旨を一方的に通告する。話を知った第35軍司令官の鈴木宗作中将は、師団司令部のセブ島帰還を命じる文書を出して独断行動とならない形とした。だが、師団側はこの命令に対して連絡将校すら派遣せずに参謀長の私信で応じたのみならず、文書には記載のない護衛大隊を付けて、年が明けた1945年（昭和20年）1月5日に「バンカー」と呼ばれる丸木舟に分乗する形で師団司令部はセブ島への渡航を決行した。渡航は容易ではなく、福栄はゲリラからの銃撃で負傷し、セブ島に上陸できたのは3日後で、全10隻のうち到着できたのは福栄の乗船のほかに1隻だけだった。一方、鈴木中将は無断で護衛部隊を使ったりした師団の行動に激怒し、福栄の指揮権を停止して待機させる命令を下した後、遡及する形で「重謹慎30日」を与えてから指揮権を復帰させた（鈴木は方面軍や大本営に処分を仰いだものの返事がなく、自分の判断で処置した）。この経緯について大岡昇平は「惨憺たる敗戦にも拘らず、軍司令官と兵団長との間で、インパールのような決裂が起っていないのは、鈴木司令官の、俊敏さはなくても、穏健な統制の結果といえるのである」と記している。その後はセブ島駐留のまま終戦を迎えた。
1945年8月24日、セブ島のバランバランで師団長として降伏文書に署名。その後、セララン兵営事件で戦犯容疑により逮捕され、死刑判決を受け、1946年（昭和21年）、シンガポールのチャンギーにて銃殺刑が執行された。墓所は青山霊園1-ロ-10-41。

## 栄典
- 1944年8月 勲一等瑞宝章受章